# Marie-Wilhelmine de Neipperg
Pour les articles homonymes, voir de Neipperg.
Marie-Wilhelmine de Neipperg, princesse d'Auersperg, née le 30 avril 1738 et morte le 21 octobre 1775, est une aristocrate autrichienne que la rumeur considérait comme la maîtresse de l'empereur François Ier (empereur du Saint-Empire).

## Biographie

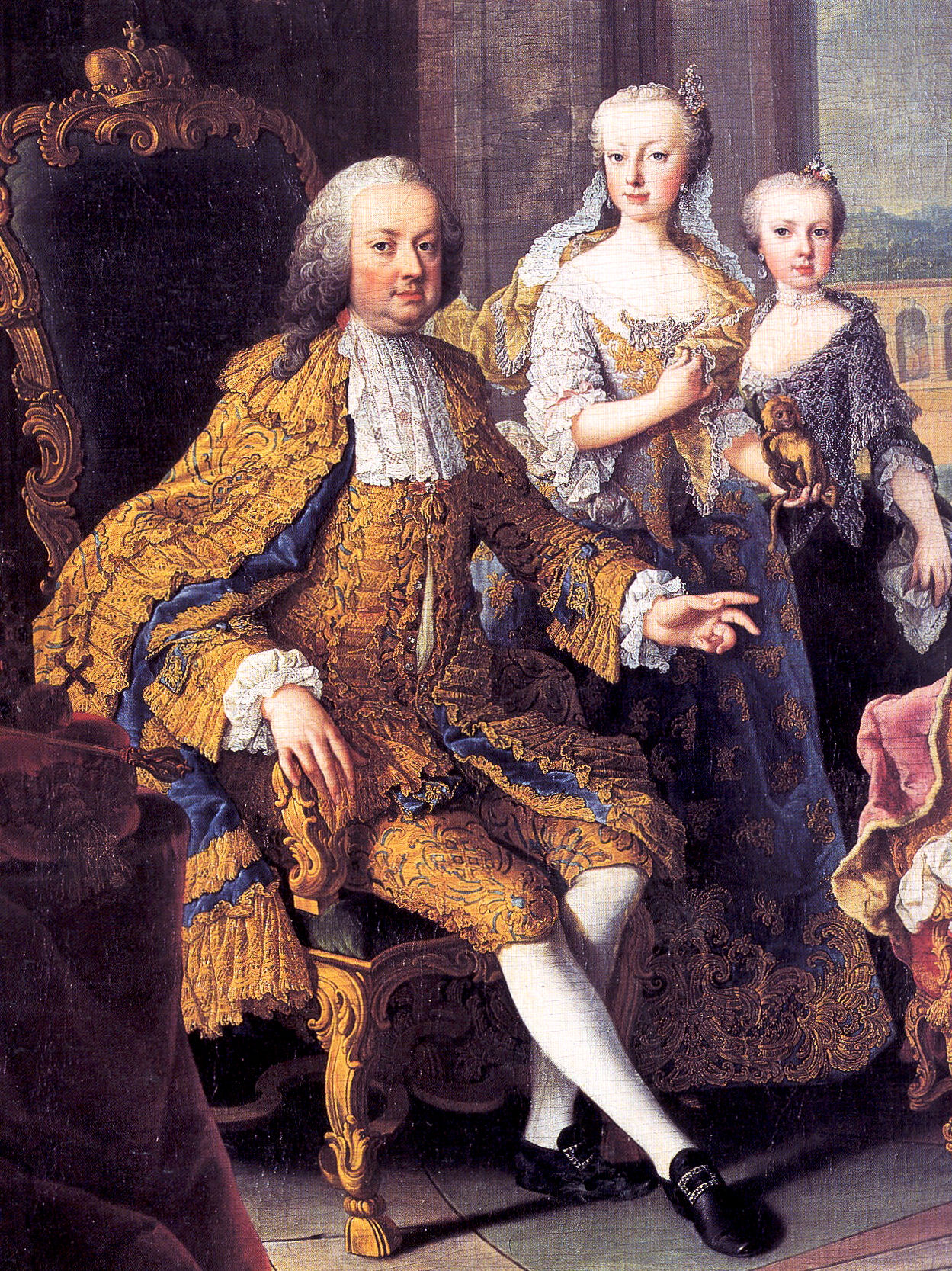
L'empereur François en 1756

Issue de la haute noblesse autrichienne, la comtesse est la fille du comte Wilhelm Reinhard de Neipperg, qui fut le précepteur puis l'ami de l'empereur François Ier, et de la comtesse née Marie Françoise de Khevenhüller-Frankenburg. 
En vertu de sa naissance, elle est nommée à 17 ans en 1755 dame d'honneur de l'impératrice Marie-Thérèse et vit auprès de la famille impériale au Château de Schönbrunn. La souveraine, âgée de près de 40 ans, donne naissance le 2 novembre à une fille, l'archiduchesse Marie-Antoinette puis l'année suivante à un fils, l'archiduc Maximilien-François, ses quinzième et seizième enfants. 
L'empereur âgé de 47 ans tombe sous le charme de la jeune demoiselle d'honneur que sa beauté fait surnommer « La belle Princesse ». L'impératrice pense mettre un terme à l'idylle impériale en mariant prestement la jeune fille au prince Jean-Adam d'Auersperg, fils cadet du 4ème prince d'Auersperg, veuf, père de famille et de dix-sept ans son aîné. Le couple vit à Vienne au Palais Auersperg où Marie-Wilhelmine prend soin de l'éducation de son beau-fils. Cependant, la relation de l'empereur avec la jeune femme durera jusqu'à la mort du souverain en 1765 sans que l'on puisse en définir la nature. Se retirant davantage dans sa vie privée, la princesse d'Auersperg mourut en 1775 à l'âge de 37 ans sans avoir eu d'enfants.
L'année même de sa mort naquit son neveu Adam Albert de Neipperg qui sera le second époux de l'ex-impératrice des Français Marie-Louise d'Autriche.